# Германская оккупация Нормандских островов (1940—1945)

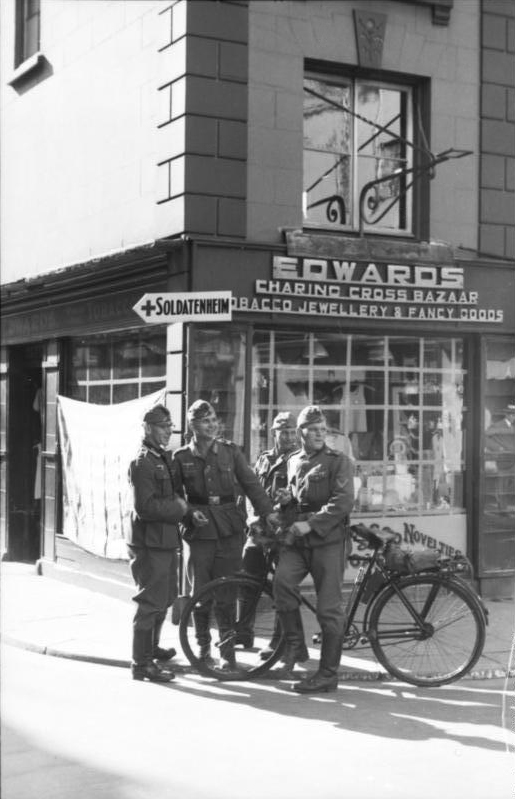
Солдаты Вермахта в Сент-Хелиере, 1941 год

Германская оккупация Нормандских островов — процесс оккупации нацистской Германией Нормандских островов во время Второй мировой войны с 30 июня 1940 года по 9 (16) мая 1945 года.
Нормандские острова являются коронными землями Великобритании и включают в себя баллеи Джерси и Гернси (не являющиеся частью Великобритании), а также небольшие острова Олдерни и Сарк (оба административно относятся к Гернси). Острова, которые расположены ближе к Нормандии, чем к Великобритании, были единственной британской территорией в Европе, оккупированной германскими войсками во время войны. Немецкие власти проводили более сдержанную политику в отношении населения, чем на других оккупированных немцами территориях, что способствовало коллаборационизму.
На острове Олдерни были построены четыре концентрационных лагеря, являвшихся подразделением лагеря Нойенгамме под Гамбургом. Они были названы в честь четырёх Фризских островов — Нордерней, Боркум, Зильт и Гельголанд. Заключённых Олдерни заставляли строить фортификационные сооружения, склады для вооружения и другие военные объекты. В трудовых лагерях Боркум и Гельголанд содержались «добровольцы» (нем. Hilfswillige), положение которых было несколько лучше, чем у узников двух других лагерей. В лагере Зильт содержались евреи, в Нордерней — угнанные из стран (Восточной) Европы и СССР, а в Гельголанде работали русские из военно-строительной организации Тодта. Более 700 заключенных погибли до июня 1944 года, к моменту когда лагери Олдерни были закрыты, а оставшиеся заключённые были увезены в Германию.
Нормандские острова были освобождены от нацистской оккупации 9 мая 1945 года, однако немецкий гарнизон на острове Олдерни капитулировал только 16 мая.